# Zudaire
Zudaire (Zudairi en euskera) es una localidad española y un concejo de la Comunidad Foral de Navarra perteneciente al municipio de Améscoa Baja. Se encuentra ubicado a los pies de la Sierra de Urbasa. En 2014 tenía una población de 230 habitantes. Es la capital del municipio de Amescoa baja y la sede de su ayuntamiento.

## Geografía

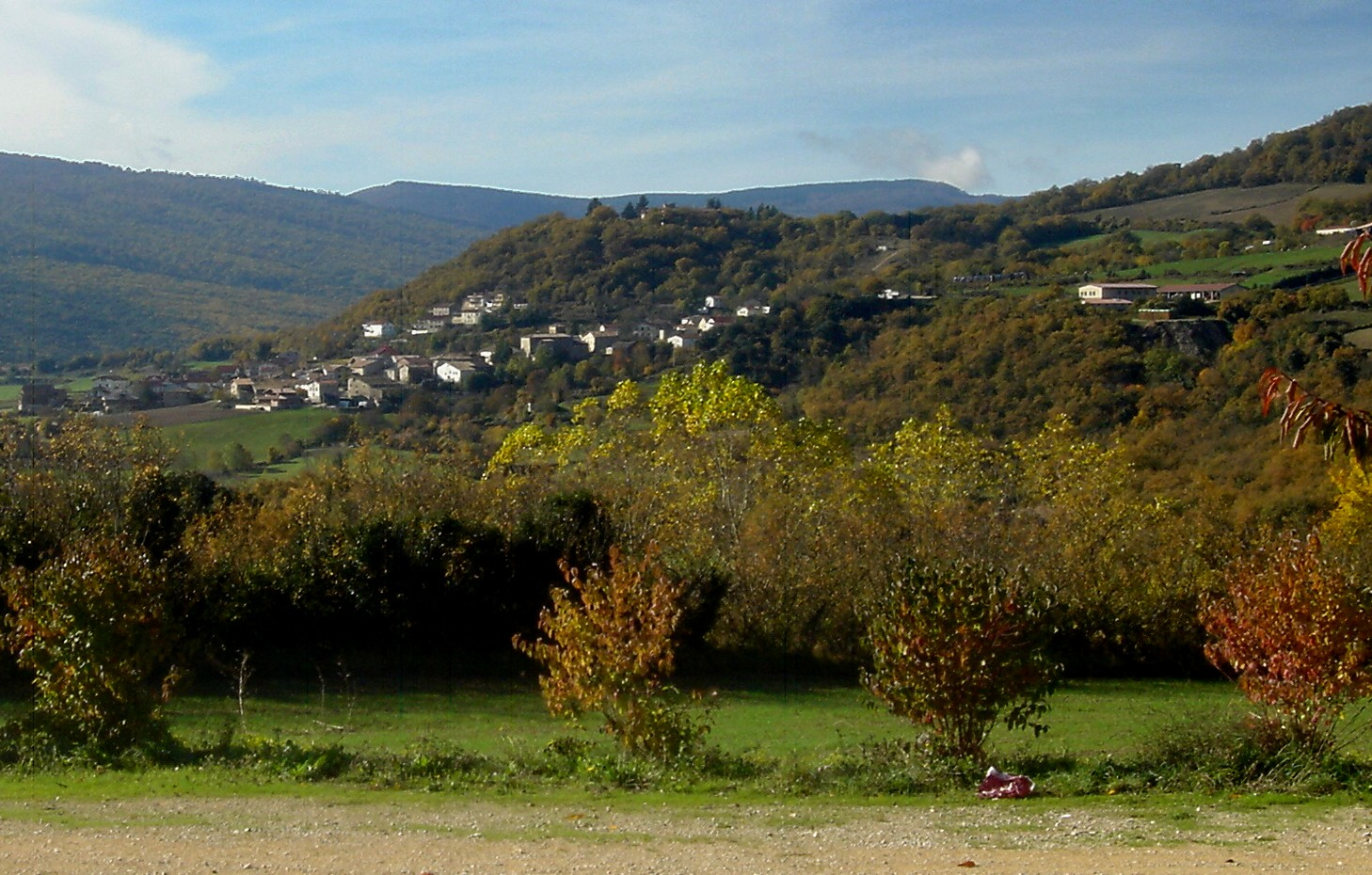
Vista de Zudaire.

La localidad está situada al pie de la sierra de Urbasa y al borde de la carretera Estella-Olazagutía (NA-718), junto al PK 14,6 y en la margen derecha del río Urederra. Limita por el Oeste con la sierra de Urbasa, por el Suroeste con San Martín, por el Sur con Baríndano, por el Norte y Nordeste con Baquedano y al este con Gollano, parte de esa divisoria la constituye el río Urederra. Puntualmente, limita también, en el extremo Este, con Artaza. Se halla su núcleo urbano, que cuenta con 266 habitantes, a una altitud media de 590 m s. n. m. Tenía dos puertos de acceso a las Limitaciones de Urbasa pero solo se mantiene una parte del trazado del Puerto Nuevo.

## Demografía
| Evolución Demográfica | Evolución Demográfica | Evolución Demográfica | Evolución Demográfica | Evolución Demográfica | Evolución Demográfica | Evolución Demográfica | Evolución Demográfica | Evolución Demográfica | Evolución Demográfica | Evolución Demográfica | Evolución Demográfica |
| 1996                  | 1998                  | 1999                  | 2000                  | 2001                  | 2002                  | 2003                  | 2004                  | 2005                  | 2006                  | 2007                  | 2008                  |
| --------------------- | --------------------- | --------------------- | --------------------- | --------------------- | --------------------- | --------------------- | --------------------- | --------------------- | --------------------- | --------------------- | --------------------- |
| 574                   | 268                   | 273                   | 263                   | 263                   | 263                   | 272                   | 266                   | 266                   | 257                   | 248                   | 253                   |